# مسجد شاه سلطان حسین
مسجد شاه سلطان حسین (به ترکی آذربایجانی: Şah Sultan Hüseyn məscidi) اثر معماری تاریخی می‌باشد، که در قصبهٔ «نوخانی» حومهٔ «آبشوران» شهر باکو، پایتخت جمهوری آذربایجان قرار دارد. برآورد می‌شود که، مسجد روزگاری در وسط مرکزی مسکونی باستانی واقع شده است، که امروزه به بیابانی مبدل گشته است.

## دربارهٔ مسجد
یک اتاق متعلق به خدمه به تالار عبادت در درون مسجد متصل است. مدخلی از سمت شرق که بعداً ساخته شده است به مسجد پیوسته شده است. تالار نمازگزاری در هارمونی با طاقهای متقاطع و منقوش ساخته شده است. وجود طاق‌های زیادی، زیبایی و شیوایی بسزایی از نظر معماری به مسجد به ارمغان آورده و سقف را مستحکم می‌کند.
محراب نقش و نگارشده ای نیز در تالار نماز وجود دارد که شیوایی دیگری به مسجد می‌بخشد.
نقوش و عناصر معماری موجود بر روی دیوارهای مسجد که به لحاظ حجم چندان حجیم نیستند، امروزه نیز از لطافت و زیبایی خود حفظ می‌کنند.
شوروی سابق این مسجد را در چارچوب سیاست‌های ضد دینی خود در سالهای ۳۰ قرن ۲۰ تعطیل کرد که، بعداً به دلیل بی‌توجهی برخی بخش‌های آن تخریب گردید.

## نگارخانه

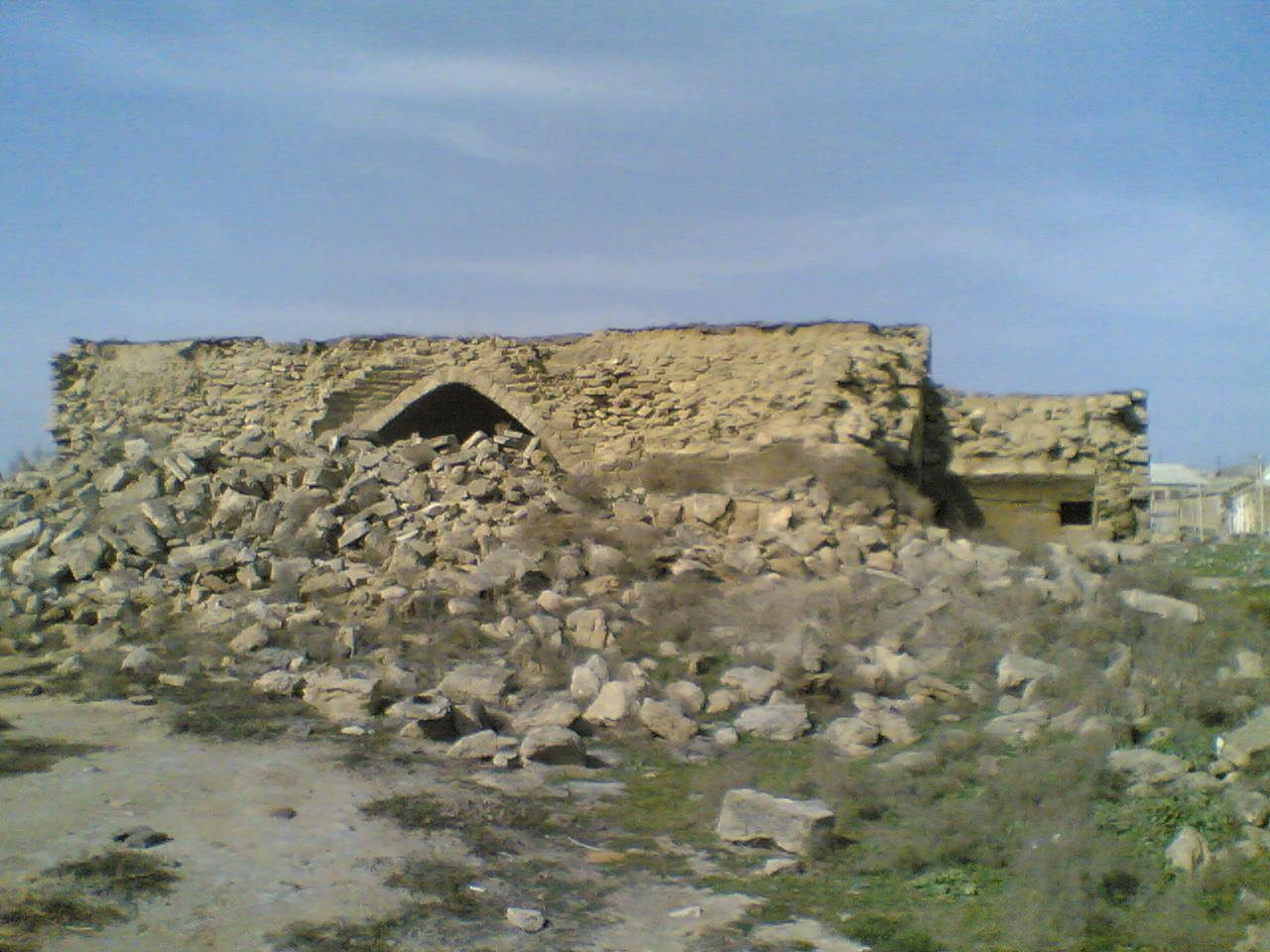
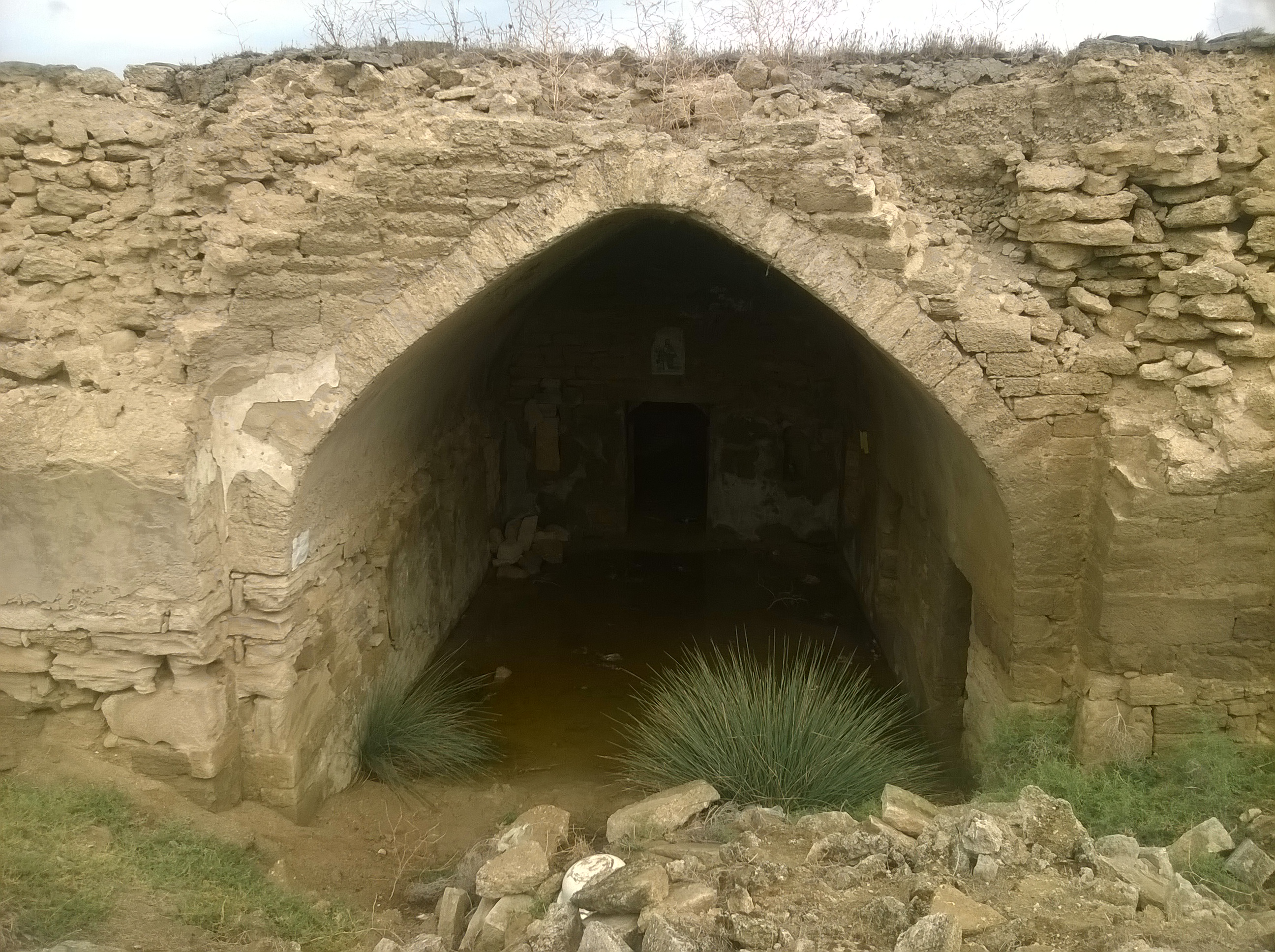
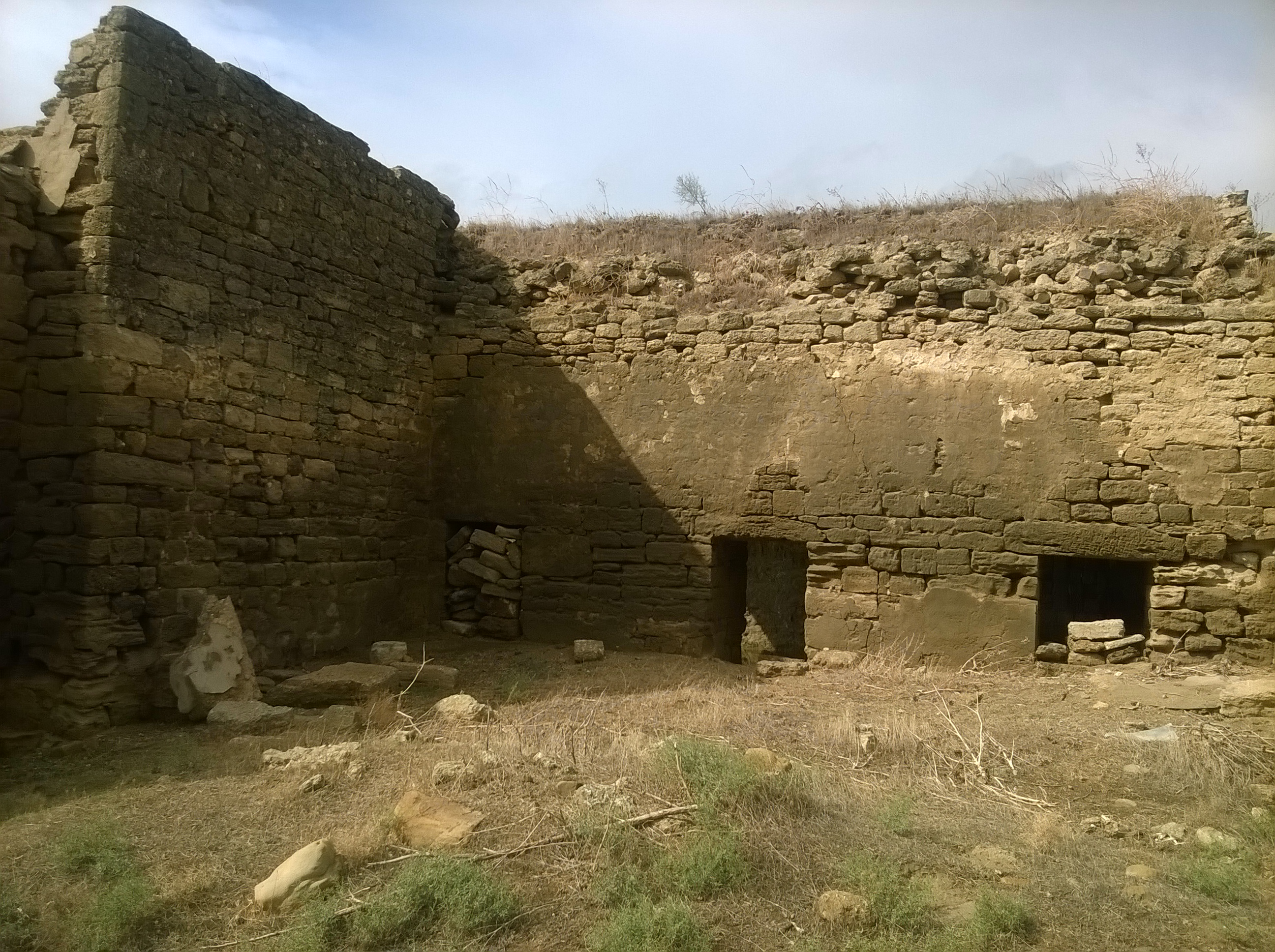
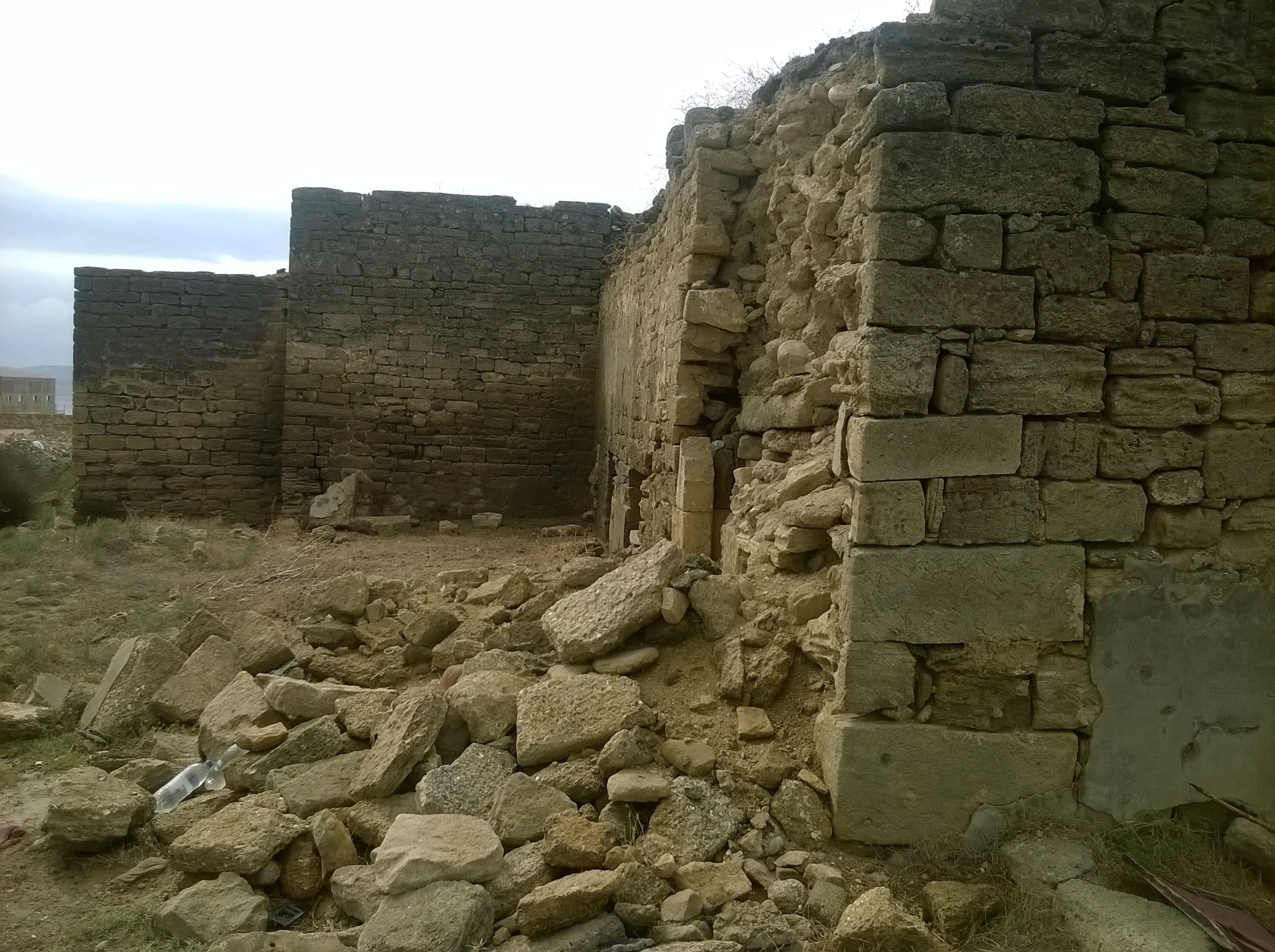
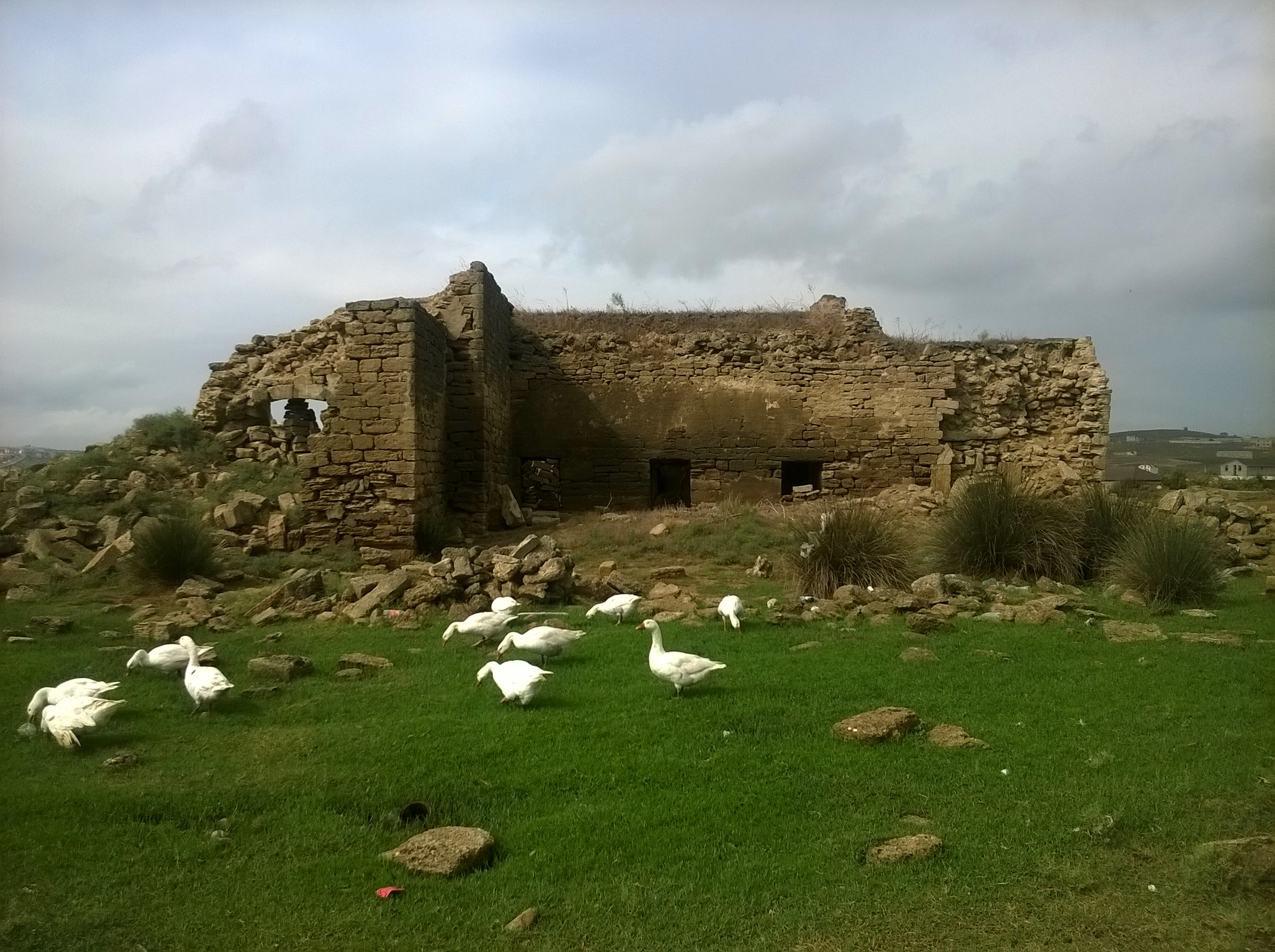
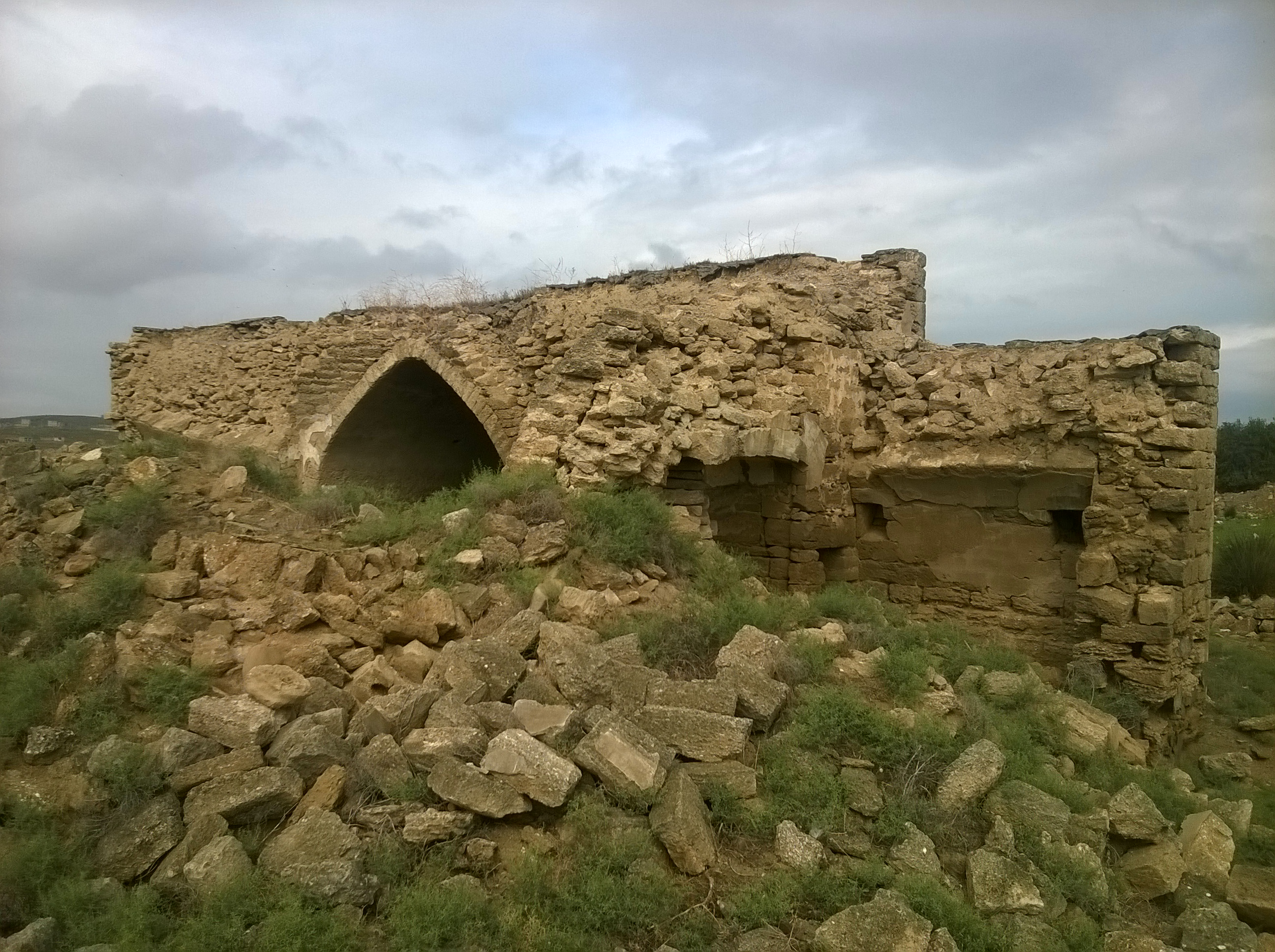
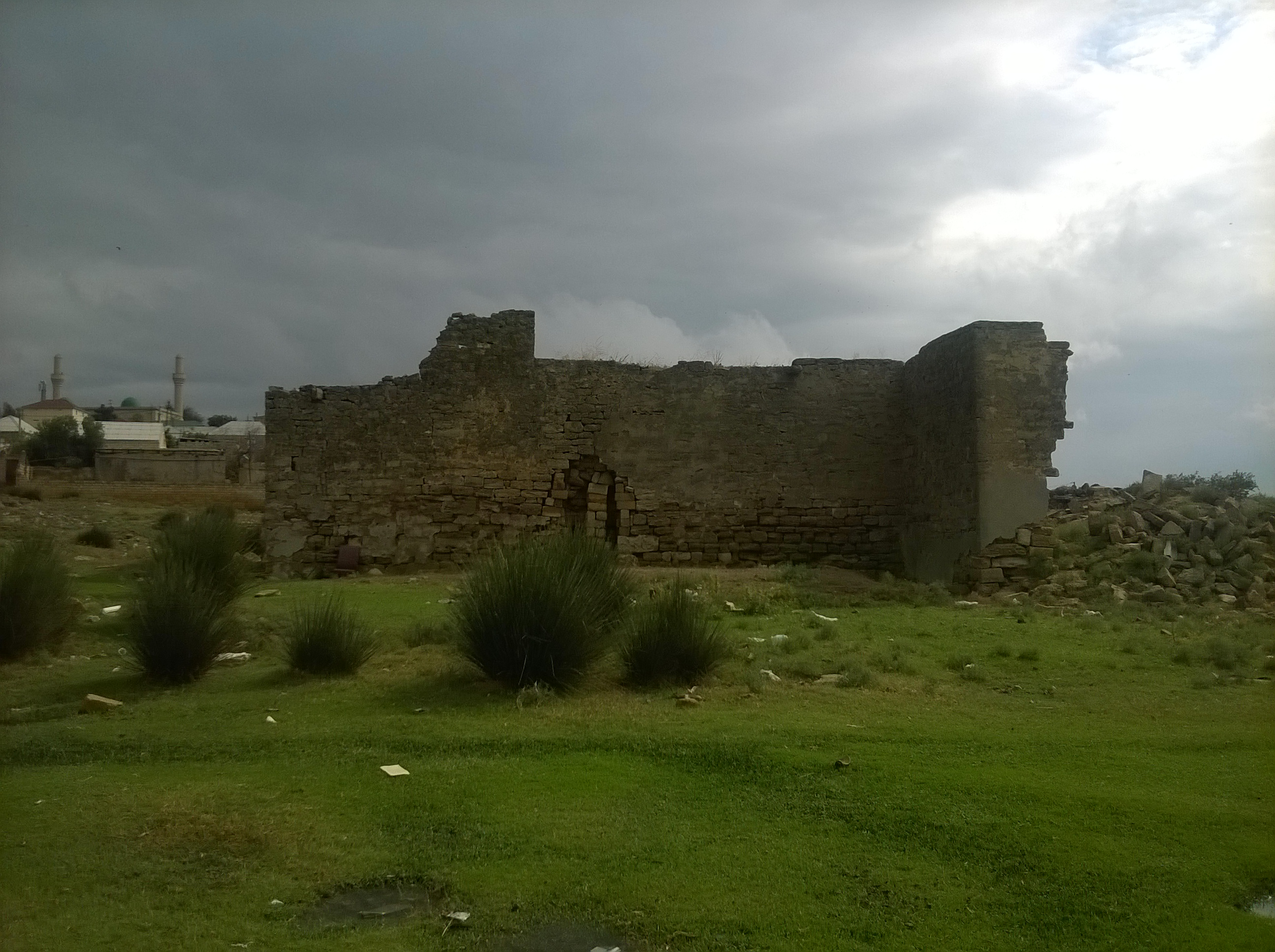
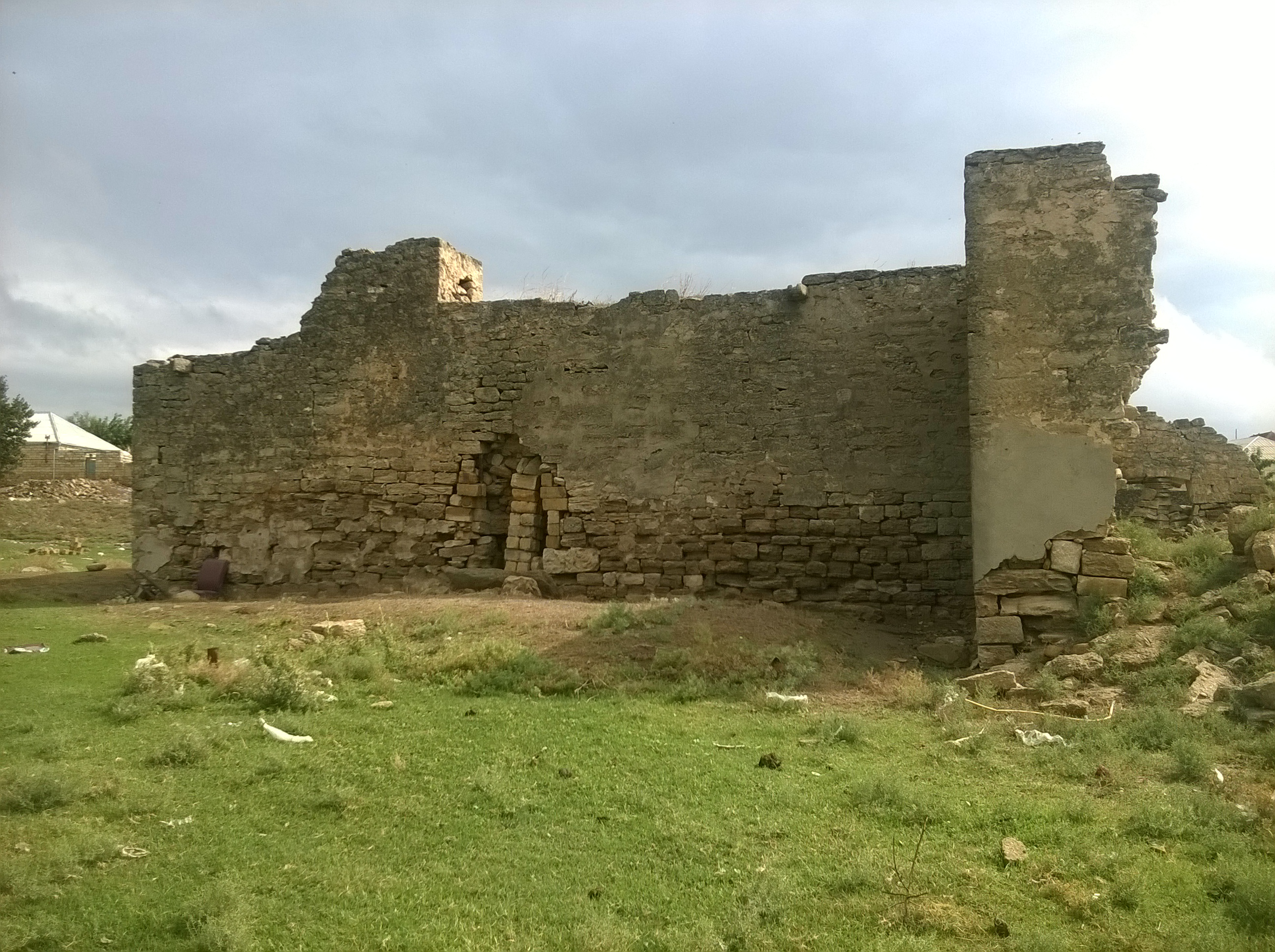
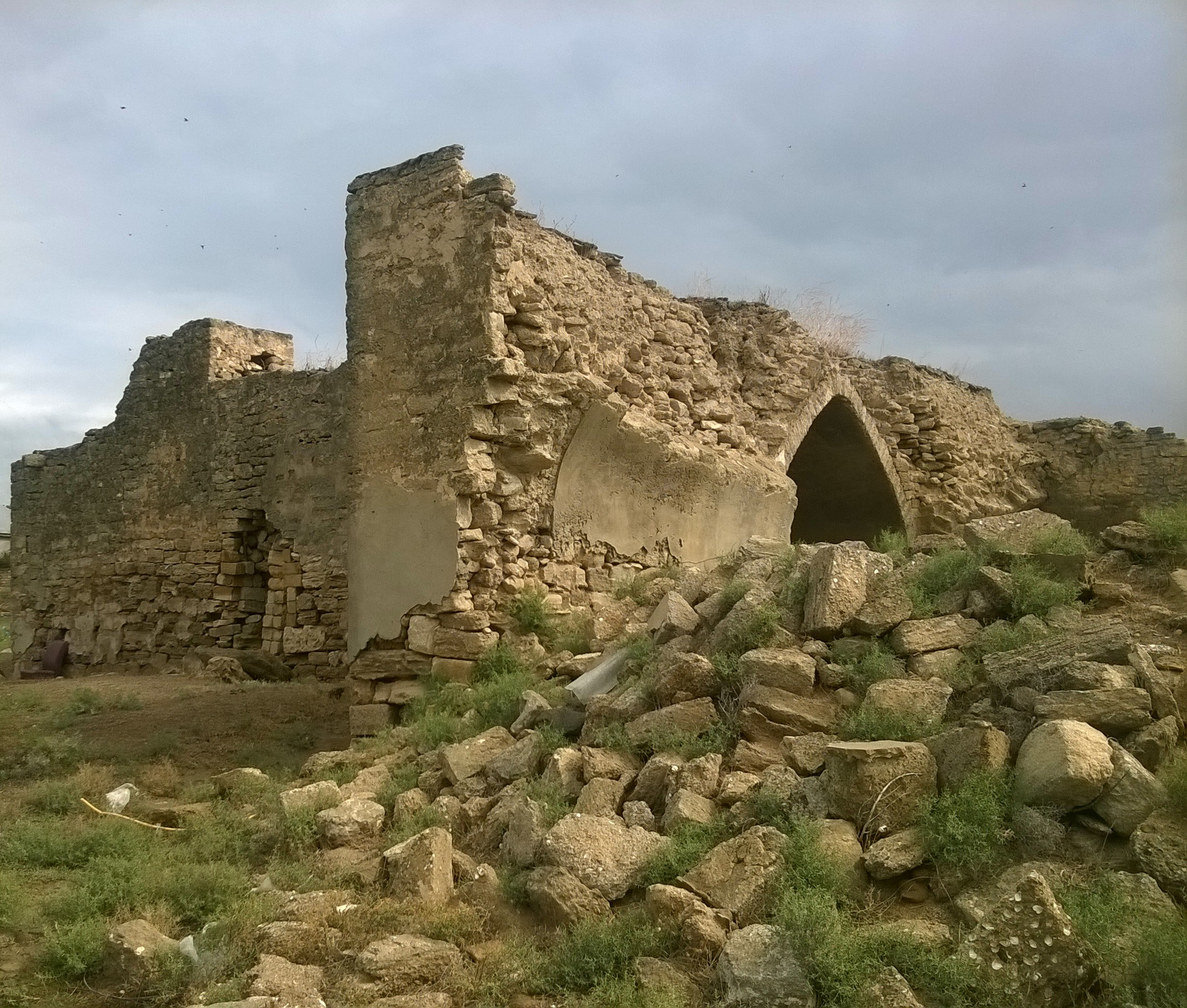